# Wilhelm Büchsel

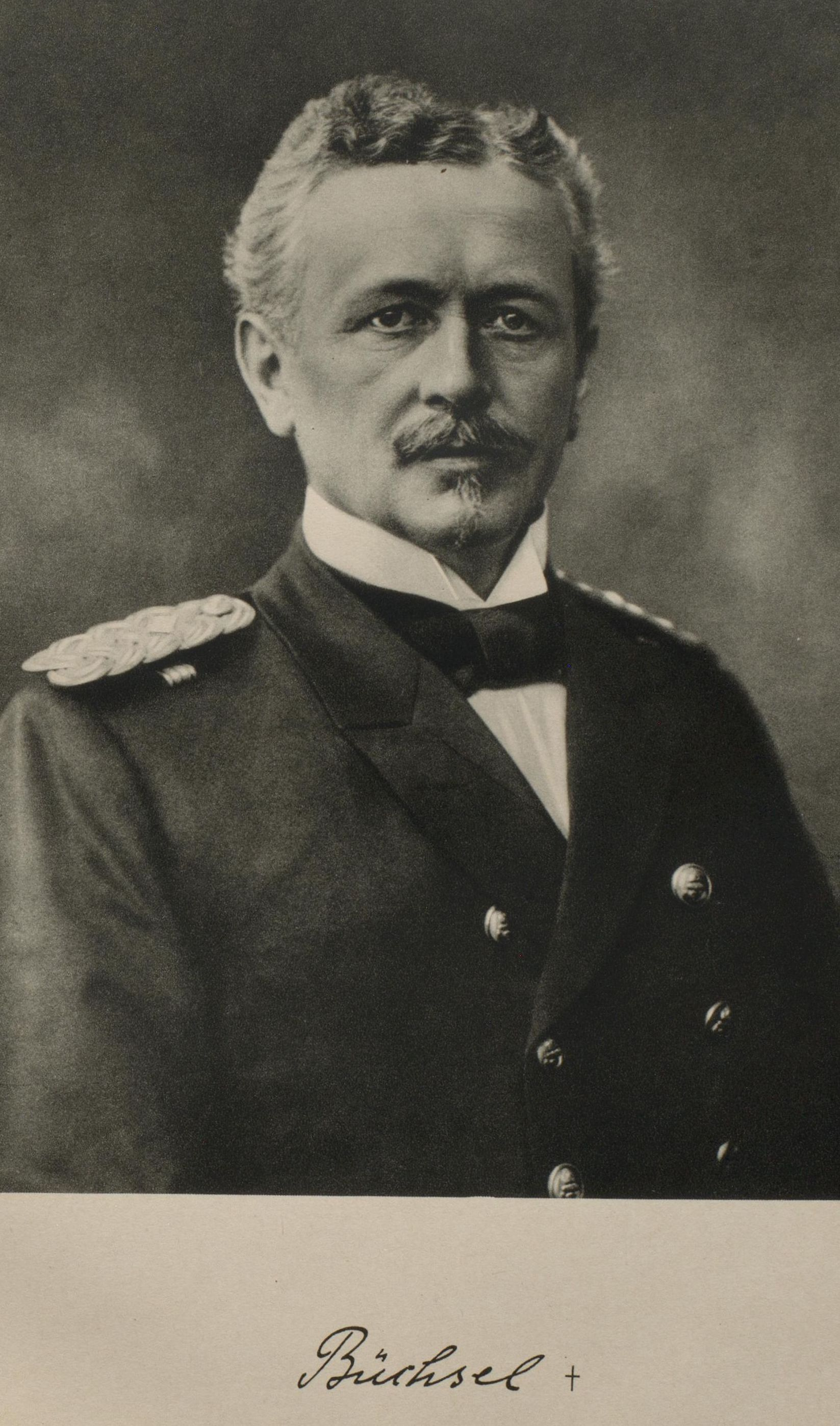
Wilhelm Büchsel

Wilhelm Gotthilf Karl Büchsel (* 12. April 1848 in Stralsund; † 7. April 1920 ebenda) war ein deutscher Admiral sowie von 1902 bis 1908 Chef des Admiralstabes der Kaiserlichen Marine.

## Leben

### Herkunft
Wilhelm war das jüngste von acht Kindern des Stralsunder Kaufmanns und Tuchhändlers Ernst Friedrich Theodor Büchsel und dessen Ehefrau Emilie, geborene Lübke, genannt Cornelius.

### Militärkarriere
Er wuchs in Stralsund auf und besuchte dort das Sundische Gymnasium. Das Abitur legte er zu Ostern 1865 ab. Nach erfolgreichem Schulabschluss trat er am 24. April 1865 als Kadett in die Preußische Marine ein und absolvierte hier eine Ausbildung zum Seeoffizier. Es folgten seemännische Grundausbildungen an Bord der Niobe und Gazelle, der Besuch der Marineschule und weiterer Spezialkurse. Damit wurde er am 9. Dezember 1869 mit Patent vom 22. September 1869 zum Unterleutnant zur See befördert. Weitere Bordverwendungen als Wachoffizier, als Kompanieführer schlossen sich an, bis er 1874 für ein Jahr zur Admiralität kommandiert wurde. Aus Berlin zurück und am 18. November 1875 zum Kapitänleutnant befördert, wurde er Erster Offizier auf der Brigg Rover. Anschließend ging er an Bord der Nymphe bis Herbst 1877, war als Instrukteur auf dem Artillerieschulschiff Renown tätig und wurde im Oktober 1878 zur weiteren Ausbildung an die Kaiserliche Marineakademie kommandiert. Bis April 1881 durchlief Büchsel alle drei Lehrgänge und kam für den Rest des Jahres an die Kaiserliche Werft Kiel. Nach einer kurzen Zwischenzeit von Ende Juni 1881 bis Oktober 1881 als Kommandant der Zieten wurde Büchsel im Oktober 1881 Direktor für Ausrüstung auf der Werft in Kiel. Während dieser Werftzeit wurde er im April 1882 zum Korvettenkapitän befördert und wechselte zum 1. Oktober 1884 erneut in die Admiralität. Hier erfolgte seine Verwendung in der militärischen Abteilung bis April 1887. Danach übernahm er für ein Jahr als Kommandeur die Schiffsjungen-Abteilung und war ab April 1888 bis zur Außerdienststellung des Schiffs im September 1889 Kommandant des Schulschiffes Nixe. Ein Jahr darauf wurde er zum Kapitän zur See befördert und 1889 zum Kommandeur der II. Matrosendivision ernannt.
Von hier kam Büchsel 1890 erstmals in das Reichsmarineamt nach Berlin, wo er den Posten als Vorstand der Militärischen Abteilung bekleidete. Von März 1893 bis Juni 1893 war er Kommandant der Kaiserin Augusta. Anschließend war er ab 1. April 1894 wieder als Kommandant, unter anderem von Oktober 1894 bis September 1895 des Panzerschiffes Weißenburg und als Inspekteur in der II. Marineinspektion tätig. Im November 1895 kehrte er in das Reichsmarineamt als Direktor des Allgemeinen Marinedepartements zurück. Hier war das Jahr 1897 mit zahlreichen Veränderungen für ihn und die Behörde verbunden. So wurde er am 22. März zum Konteradmiral befördert. Im April übernahm er für den scheidenden Admiral Friedrich von Hollmann (1842–1913) übergangsweise die Geschäfte eines Staatssekretärs im Reichsmarineamt. Damit war er zugleich Stellvertreter des Reichskanzlers im Bereich der Marineverwaltung. Mit Datum vom 16. Juni wurde die bereits lange vorbereitete Nachrichtenabteilung (N) im Reichsmarineamt eingerichtet. Deren Vorstand wurde am 1. Oktober August von Heeringen (1855–1927). Ebenfalls im Juni traf Kaiser Wilhelm II. die Entscheidung, den in letzter Zeit etwas glücklos agierenden Admiral von Hollmann endgültig als Staatssekretär abzulösen und dafür Alfred von Tirpitz (1849–1930) mit diesem Amt zu betrauen. Damit war die Entscheidung für eine langfristig angelegte Flottenstrategie Deutschlands mit innen- und außenpolitischen, nicht immer reibungslosen, Konsequenzen festgelegt. Kurz vor Ende seiner Amtszeit als Direktor des Allgemeine Marinedepartements wechselte Büchsel im April 1899 noch für sechs Monate auf den Posten des Direktors des Technischen Departements im Reichsmarineamt und übernahm im Herbst das Kommando über die II. Division im I. Geschwader der Flotte. Anschließend wurde er ab Juni 1900 zum 2. Admiral des I. Geschwaders ernannt.
Ende 1900 kehrte Büchsel als Direktor der Allgemeinen Marinedepartements und Stellvertretender Bevollmächtigter beim Bundesrat ins Reichsmarineamt zurück und wurde 1901 zum Vizeadmiral befördert. Von Februar bis Juni 1902 übernahm er zeitweilig die Vertretung des Staatssekretärs von Tirpitz, war zwischendurch ab Juni, erst nebendienstlich mit der Vertretung des Chefs des Admiralstabes betraut. Dadurch erhielt er gute Einblicke in der Stellung und Arbeitsweise beider Marineinstitutionen. Am 20. August 1902 wurde er, als Nachfolger von Admiral Otto von Diederichs (1843–1918), zum Chef des Admiralstabes der Kaiserlichen Marine ernannt. Mit Beginn seiner Amtszeit wurden die, bereits während der Zeit seines Vorgängers geführten Auseinandersetzungen zwischen dem Reichsmarineamt und dem Admiralstab über den notwendigen Umbau der Admiralität, den dringenden Zugang zu eigener Informationsbeschaffung und Auswertung, Schritte für eine unmittelbare Zusammenarbeit mit den Marineattachés, die finanzielle Ausstattung sowie personelle Aufstockung dieses strategiebildenden Sektors, fortgesetzt. Von den bestehenden Bestimmungen her war der Admiralstab nur während des Kriegszustandes berechtigt eine eigenständige Informationsbeschaffung und Auswertung durchzuführen. Genau wie sein Vorgänger sah Büchsel darin eine große Schwäche des Admiralstabes, dass er bei allen militär-strategischen Entscheidungen, bei der langfristigen marine-strategische Planung für die Flotte und ihren Einsatz ausschließlich auf das Reichsmarineamt, das wie eine Behörde arbeitete, eingewiesen war. Dort liefen die Informationen über fremden Marinen, die Reiseberichte entsendeter Offiziere, Daten über ausländische Häfen, maritime Rüstungsentwicklungen, Schiffsbewegungen auf den Weltmeeren und maritime Geografie zusammen. Aber nur ein Bruchteil davon und dann mit erheblichen Zeitverzögerungen und Verzerrungen schaffte den Weg bis zum Admiralstab. Erstmals gelang es Büchsel 1903 sich in dieser Sache gegenüber dem Reichsmarineamt durchzusetzen. Dieser Anlass bot sich ihm, als die obligatorische Dienstzeit des Marineattachés Carl von Coerper (1854–1942) an der deutschen Botschaft im September 1903 zu Ende ging. Er forderte ihn auf, nach seiner Ablösung in London vor Ort zu bleiben und einen geheimen Stützpunkt des Marinenachrichtendienstes für den Admiralstab aufzubauen. Das erfolgte auch in dieser Form sehr zügig, da von Coerper aus seiner Zeit als Marineattaché über zahlreiche aktive Verbindungen in Großbritannien verfügte. Komplikationen taten sich erst auf als klar wurde, dass sein Nachfolger als Marineattaché, Hugo von Cotzhausen (1863–1947) bereits im November 1904 aus sehr fadenscheinigen Gründen wieder abgelöst wurde und von Coerper wieder auf seinen Posten zurück musste, aber die nachrichtendienstliche Arbeit beibehielt. Denn das war ein Verstoß gegen den Artikel 4 der Instruktionen für die militärischen Attachés. Kurz darauf gelang es ihm noch ein zweites Mal die Priorität des Admiralstabes in Fragen der Informationsbeschaffung durchzusetzen. Während des im Februar 1904 begonnenen Russisch-Japanischen Krieges kommandierte Büchsel den Marineattaché an der deutschen Botschaft in Tokyo Konrad Trummler (1864–1936), mit dem Verweis auf den dort herrschenden Kriegszustand, in das japanische Hauptquartier. Ziel dieses Schrittes war es, dass der Admiralstab genaue Informationen aus erster Hand über den Verlauf der Kampfhandlungen, die Stärke und Bewaffnung beider Streitkräfte, vor allem über die technischen Neuerungen und die strategischen Vorgehensweisen, erhielt. In diesem Zusammenhang befahl er Trummer, jegliche andersgeartete Reiseaufforderungen durch das Reichsmarineamt während des anhaltenden Kriegszustandes zu ignorieren. Ab März 1904 wurde dann auf Druck von Büchsel der Admiralstabsoffizier Arthur Tapken (1864–1945) als Dezernent im Admiralstab für den Bereich der Informationsbeschaffung verantwortlich gemacht. Doch die Diskrepanzen über die Kompetenzen zur Beschaffung und Verfügbarkeit strategischer Informationen zwischen Reichsmarineamt und Admiralstab, in Persona zwischen Admiral von Tirpitz und Büchsel, blieben auch in der weiteren Amtszeit des Admiralstabschefs ein Streitpunkt. Am 23. Juni 1905 wurde Büchsel zum Admiral befördert und zum 28. Januar 1908 zur Disposition sowie zeitgleich à la suite des Seeoffizierskorps gestellt. Seine Nachfolge trat Admiral Friedrich von Baudissin (1852–1921) an.
Nach einer 1910 begonnenen Tätigkeit als Präsident des Evangelischen Presseverbandes für Deutschland wurde Büchsel während des Ersten Weltkrieges am 1. November 1915 als Admiral und Direktor des Verwaltungsdepartements im Reichsmarineamt reaktiviert. Zugleich nahm er bis zum 15. März 1916 auch die Geschäfte des Unterstaatssekretärs im Reichsmarineamt wahr und wurde zuletzt nur kurzzeitig vom 10. bis zum 15. März 1916 mit der Führung der Amtsgeschäfte des Staatssekretärs des Reichsmarineamtes, Großadmiral Alfred von Tirpitz, betraut. Am 15. März 1916 trat Büchsel endgültig in den Ruhestand und kehrte in seine Heimatstadt Stralsund zurück.

### Familie
Aus der Ehe mit Lucie Herrmann gingen drei Kinder hervor. Er ist ein Neffe des Pfarrers und Autors Carl Büchsel und Onkel der Malerin Elisabeth Büchsel.

## Auszeichnungen
- Großkreuz des Roten Adlerordens[4]
- Kronenorden I. Klasse[4]
- Stern der Komture des Königlichen Hausordens von Hohenzollern[4]
- Komtur mit Stern des Ordens der Württembergischen Krone[4]
- Komtur II. Klasse des Verdienstordens Philipps des Großmütigen[4]
- Kommandeur I. Klasse des Friedrichs-Ordens[4]
- Großkreuz des Erlöser-Ordens[4]
- Großkreuzritter des Royal Victorian Order[4]
- Großkreuz des Sankt-Olav-Ordens[4]
- Kaiserlich-Königlicher Orden vom Weißen Adler[4]
- Russischer Orden der Heiligen Anna II. Klasse[4]
- Sankt-Stanislaus-Orden I. Klasse[4]